# Mieczysław Szpak
Mieczysław Szpak (ur. 10 lipca 1961) – polski lekkoatleta specjalizujący się w rzucie dyskiem i pchnięciu kulą.

## Osiągnięcia
Czterokrotny medalista mistrzostw Polski. Reprezentował barwy Gryfa Słupsk i Sztormu Kołobrzeg. Podopieczny trenera Michała Barty.
Wielokrotny mistrz Europy w kategorii weteranów w różnych kategoriach wiekowych
Mieszka w Kołobrzegu. Ojciec Roberta – oszczepnika.

## Rekordy życiowe
- pchnięcie kulą – 17,72 m (31 maja 1997, Poznań)
- rzut dyskiem – 63,28 m (18 września 1986, Słupsk[3]) – 14. wynik w historii polskiej lekkoatletyki